# Nederlandsch-Indische Handelsbank
De Nederlandsch-Indische Handelsbank (na 1950 de Nationale  Handelsbank) was een Nederlandse bank en cultuurbank die in 1863 werd opgericht voor de financiering van de handel tussen Nederland en Nederlands-Indië. De bank was opgericht door de Algemeene Maatschappij voor Handel en Nijverheid die al meerdere succesvolle instellingen had opgericht. De bank werd opgericht vanwege de voorziene kapitaalbehoefte. Hij richtte zich, naast de financiering van de handel, op het verstrekken van cultuurcredieten, het deelnemen in ondernemingen en wisselhandel.
De eerste hoofdagent van de bank was N.P. van den Berg, de latere president van de Javasche Bank en de Nederlandsche Bank. Het bedrijf groeide snel maar dit haperde in 1877. Echte problemen ontstonden voor de bank in 1883, toen de prijzen van landbouwgewassen en met name van suikerriet enorm daalden. Het zorgde voor een tekort aan geld en dit kon niet worden aangevuld op andere manieren. Het probleem werd opgelost door alle cultuurbelangen over te dragen aan een nieuw bedrijf, de Nederlandsch-Indische Landbouw-Maatschappij waarvan de Handelsbank de meeste aandelen bezat. Het kapitaal van de Handelsbank werd tegelijkertijd verkleind met 40% van 12 tot 7.2 miljoen gulden. De Handelsbank zou zich in het vervolg niet meer bezighouden met cultuurzaken. De suikerhandel zou in latere jaren, met name tijdens de Eerste Wereldoorlog, erg winstgevend zijn. De jaren na de oorlog waren slecht maar door de gezonde financiële positie kwam het bedrijf niet in de problemen.
Vanwege de wisselhandel werd het aantal kantoren in binnen- en buitenland uitgebreid. Het hoofdkantoor was in Amsterdam en andere vestigingen in Nederland bevonden zich in Rotterdam en Den Haag. In Nederlands-Indië had zij in 1934 kantoren in: Batavia, Medan, Ampenan, Menado, Bandung, Palembang, Cirebon, Pasuruan, Gorontalo, Pekalongan, Makassar, Probolinggo, Semarang, Bandar Lampung, Surabaya, Cilacap, Tegal, Weltevreden. In het buitenland was dat in Xiamen, Kobe, Bombay, Shanghai, Calcutta, Singapore, Hongkong en Tokio.
Na bijna honderd jaar zelfstandig geopereerd te hebben, werden de onderdelen in Indonesië genationaliseerd door de Indonesische regering en de rest in 1960 overgenomen door de Rotterdamsche Bank, een voorloper van ABN AMRO.

## Weetje
Na de Tweede Wereldoorlog was een van de commissarissen de Amsterdamse burgemeester Arnold Jan d'Ailly. Op 8 januari 1957 werd hij directeur van de bank.